# Coral Pink Sand Dunes State Park

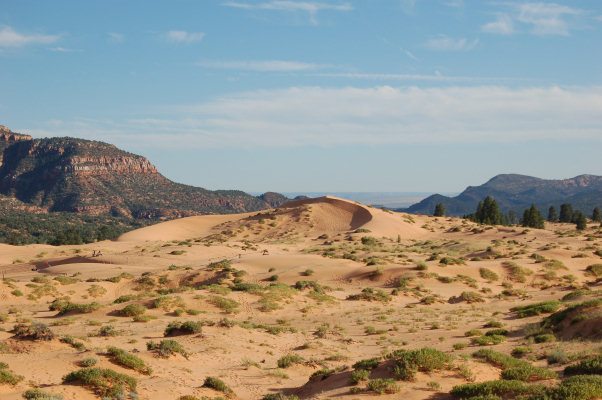

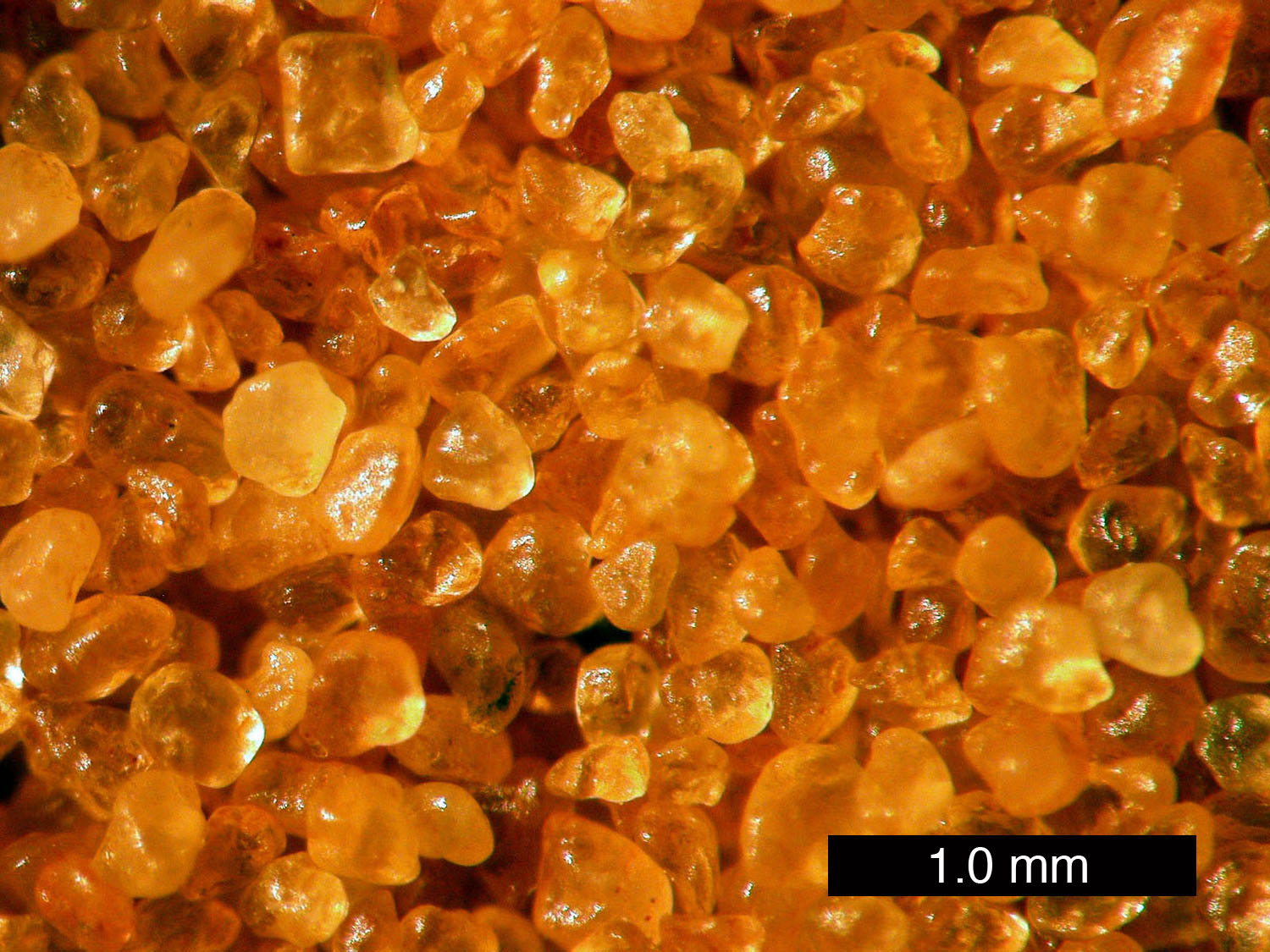

Coral Pink Sand Dunes State Park is een State Park gelegen tussen Mount Carmel Junction en Kanab in het zuidwesten van de Amerikaanse staat Utah. Het park heeft zandduinen gelegen naast rode zandstenen rotsen.
In het park bevinden zich korrels van kwarts met een oranje buitenlaag van hematiet. De duinen zijn ontstaan uit de erosie van de roze gekleurde Navajo Zandsteen rond het park. Hoge winden tussen de Moquith en Moccasin bergen halen losse deeltjes zand op om die vervolgens te deponeren op de duinen. De duinen zijn naar schatting tussen de 10.000 en 15.000 jaar oud.
Het park heeft een oppervlakte van 13,6 km² en werd opgericht in 1968.